# Антинган
Антинга́н (баш. Атингән) — село в Хайбуллинском районе Башкортостана, центр Антинганского сельсовета.

## Географическое положение
Расстояние до:
- районного центра (Акъяр): 24 км,
- ближайшей ж/д станции (Сара): 80 км.

## История
Хутор Ать Инганский был заселен в 1891, по другим данным в 1893 году переселенцами из Воронежской и Полтавской, Харьковской, Курской губерний по фамилиям Быковец, Сахно, Семенихины, Шаульские, Литовские, Богомоловы, Бондаренко. Через год на средства хуторян была построена церковь, тогда  в 21-м  дворе проживало 129 человек. Переселенцам принадлежали 3 тысячи десятин земли, купленных у местных башкир по 5 копеек за десятину. По сведениям 1901 года на хуторе уже насчитывалось свыше 60 дворов  и  400 человек. С 1918 года работает сельский совет, первым председателем был Василий Филатович Быковец. В октябре 1929 года была образована сельхозартель «Красный Октябрь», председателем избран Иван Васильевич Лихоманов.

### От артели до колхоза-миллионера
Колхоз «Красное Знамя» был образован путём объединения образованных в период коллективизации колхозов «Красный Байкал» (с.Антинган), «Красное Знамя» (с.Новопетровское) и «Яны Шарык» (д.Янтышево) в 1953 году. Начиная с  1965 г. он долгое время являлся одним из ведущих сельхозпредприятий района, в 1970 году был награждён Почётной грамотой ЦК КПСС. 22 года его председателем  был Ахмет Агзамович Хусаинов, награжденный за трудовую доблесть орденами Трудового Красного Знамени, Октябрьской революции и «Знак почёта», почти 10 лет — заслуженный работник сельского хозяйства РБ Фарит Киньябулатович Кульсинбаев.

### Образование
Церковно-приходская школа, в 2-х классах которой вела занятия жена священника, была открыта в 1894 г., начальная – в 1932-м, через 5 лет артелью построили новое здание, и школа стала семилетней. Спустя 20 лет – восьмилетней,  с 1984 г. – средней. С 2009 г., действуя как филиал средней школы с. Абубакирово,  школа стала основной.
Первым учителем и заведующим начальной школы был В.А.Патрин. 24 года школой успешно руководил участник ВОВ, орденоносец В.Е.Никитин, долгие годы  работали С.С.Ибрагимов, Р.Ф.Раскильдина, Н.Н.Арсланова. В её деятельность заметный вклад внесли П.П.Луговская, К.К.Доленко, Л.П.Фоменко, отличники образования РБ Ф.Х.Аминева, А.С.Волжанина, Ф.Н.Гусев, А.Ф.Доленко, А.М.Курлейцева, А.Т.Такалов, Т.И.Яицкая, М.А.Кинзябулатова. Школа гордится своими медалистами Г.Г.Раскильдиной и  А.Р.Трофимовой. Сегодня в вузах и  ссузах страны учатся 22 её выпускника.

### Культура
Первый клуб начал действовать в здании бывшей церкви в 1926 г., ныне действующий построен в 1973-м,  здесь же располагается и библиотека. А первая изба-читальня открылась в Антингане в 1930 году. Её фонд составляли всего 10 книг и газет. Первым библиотекарем села была И.П.Лысенко (1953 г.).
Позже с душой трудились библиотечные работники Флюра Рахимьяновна Узбекова, Лилия Хайретдиновна Хуснуллина.
Свыше 10 лет очагом  культуры руководила общественница и заводила Таисия Михайловна Сахно. Хайбуллинцам старшего поколения и жителям села помнятся выступления вокального коллектива ветеранов «Журавки» и «Калинушка», ансамбля ложкарей местного клуба. Ныне очаг культуры вот уже  15 лет находится в ведении Фарита Насиповича Ахтямова.

### Медицина
Долгие годы на страже здоровья сельчан стояли фельдшера Фарзана Яхиевна Хусаинова, Зоя Дмитриевна Сахно, лечившая односельчан свыше трех десятков лет. Сегодня ФАПом заведует Габбасов Загир Шафкатович.

### Никто не забыт
Сегодня здесь проживают 9  тружеников тыла и 1 вдова участника войны,
и ветеран войны Дроботов Дмитрий Яковлевич.

### Гордятся односельчанами
Сегодня  в с.Антинган, насчитывающем почти что 350 жителей и являющемся центральной усадьбой СП Антинганский сельсовет,  в мире и согласии живут башкиры и русские, украинцы и татары, чуваши, казахи, мордва, проживают потомки первых переселенцев-украинцев - Сахно, Шаульские, Бондаренко, Яицкие, Лыгины.
Жители села гордятся 94-летним ветераном ВОВ и труда Дмитрием Яковлевичем Дроботовым, тружениками  тыла, ветеранами  колхозного производства 90-летними Ганидой Шариповной Тапаковой и Марией Дмитриевной Волжаниной, разменявшими девятый десяток Валентиной Константиновной Дроботовой, Хадисой Сулеймановной Аралбаевой, Зоей Романовной Лыгиной, Клавдией Николаевной Гусевой, Хадисой Дильмухаметовной Мусиной, Иваном Федоровичем Сахно, Любовью Андреевной Борисовой и многими другими жителями.  А также односельчанами удостоенными высоких правительственных наград: механизатором, кавалером ордена «Знак Почета» Николаем Ефимовичем Горшениным, дояркой Любовью Григорьевной Громаковой, чей труд отмечен орденами Дружбы народов и «Знак Почета», награжденным орденом Трудового Красного Знамени  Сергеем Андреевичем Евсюковым, Октябрьской Революции – участником ВОВ Кузьмой Андреевичем Яицким, 
удостоенной ордена «Знак Почета» Марией Федоровной Соболевой, 30 лет отдавшей гидрометеорологической службе района, из них – 25 в должности начальника МС Акъяр, отличником народного просвещения Рамилем Ишмухаметовичем Арслановым, к.м.н., детским нейрохирургом, членом экспертного совета Благотворительного фонда «Изгелек» Резедой Маратовной Галимовой.

### Семейный очаг
Немало на селе семейных пар, проживших вместе ни один десяток лет. Так, рубиновую свадьбу (40 лет) отметили Урал и Минсара Исянбаевы, Юмабай и Тайба Байгужины, Шагигале и Минуза Шариповы, Гарифулла и Файруза Габбасовы, Мавлетдин и Зильбар Абдуллины, Николай и Зоя Сахно, Фаттах и Магуза Искужины. Свыше 40 лет идут по жизни Ахтарьян и Зульфина Каримовы, Виктор и Людмила Баранковы, Геннадий и Екатерина Горшенины, Вахит и Фатима Игебаевы, Виктор и Нина Мещеряковы, Анатолий и Людмила Борисовы, Владимир и Валентина Ширгановы, Сайфетдин и Магинур Ибрагимовы. Стаж семейной жизни Салимьяна и Фании Давлеткуловых 49 лет!

### Жизнь продолжается
Жизнь селу дают новые семьи, в которых рождаются желанные дети. В 2016 г. зарегистрировали брак Гадель и Альфия Бухарбаевы. Первым ребёнком 2016 года стал первенец - сын Гали - Луизы и Эльмира Бикбаевых. Всего подрастает 138 детей до 18 лет. Материнский подвиг Зульфии Гильметдиновны Мусиной, родивший 5 детей,  отмечен медалью «Материнская слава».
Есть в селе и  12 многодетных  семей.  В 6-и из них воспитываются по 3 детей, в 4-х – по 4, в двух семьях растут по 5 и 8 ребятишек соответственно.

### Богатство села
Главное богатство села - это трудолюбивые, талантливые, целеустремленные люди. В нём проживает немало бывших знатных тружеников – механизаторов, животноводов, водителей, счетных работников. В их числе Урал и Минсара Исянбаевы, Виктор и Нина Мещеряковы, Вахит Игебаев, Анатолий Бондаренко, Райля Ахтямова, Магинур Абдуллина, Флюра Таулбаева. Анатолий Борисов. Дина Трофимова, Виктор и Людмила Баранковы, Шагигалей Шарипов, Нина Яицкая, Лена Такалова, Гульяган Исянбаева, Владимир Горшенин, Нина и Николай Лыгины и другие. Конечно, большую часть его жителей сегодня составляют граждане  пенсионного возраста, при этом трудоспособное население работает вахтовым методом на горнодобывающих предприятиях района и севера. Сегодня на территории села функционируют детский сад, который посещают 25 детей, фельдшерско-акушерский пункт, почта в которых также трудятся его жители.  В.Т. Сурин, Н.И.Сахно, А.А.Юнусов организовав КФХ растят хлеб, занимаются животноводством. Ш.Я.Игебаева, Г.А.Сайфуллина, Ш.Н.Ахметшина, получив статус ИП открыли свои торговые точки  по продаже продуктов и товаров повседневного спроса.

## Население
| 2002 | 2010 |
| ---- | ---- |
| 612  | ↘536 |

Национальный состав
Согласно переписи 2002 года, преобладающая национальность — башкиры (70 %).

## Инфраструктура
В данном селе функционирует средняя школа, детский сад, ФАП, дом культуры, библиотека.

## Религия
В селе есть мечеть.

## Известные уроженцы, жители
Петр Андреевич Семенихин родился 17 февраля 1925 года в селе Антинган Хайбуллинском районе республики Башкортостан, оттуда был призван в ряды Красной Армии в годы Великой Отечественной войны. Служил в артиллерии, с боями дошёл до Берлина. Награждён орденами Великой Отечественной войны I и II степеней, медалями «За боевые заслуги», «За освобождение Варшавы», «За победу над Германией в Великой Отечественной войне 1941-45 гг.» и другими. В послевоенное время П. А. Семенихин более 40 лет плодотворно трудился в Медногорске: завод «Уралэлектромотор», местный горком партии, редакция газеты «Медногорский рабочий», исполком горсовета стали яркими вехами его насыщенной событиями мирной биографии. Работа П.А. Семенихина в эти годы отмечена орденом Трудового Красного Знамени, медалями.
В 1988 году Пётр Андреевич переехал в город Подольск, где активно включился в общественную жизнь: на протяжении 15 лет он был бессменным председателем Подольского отделения Всероссийской организации ветеранов профессионального образования, действовавшей при Центральном музее профессионального образования, участвовал во многих значимых мероприятиях, проводимых в Подольске и Подмосковье, проводил в школах уроки мужества, выступал с воспоминаниями о войне. Он считал важным и необходимым рассказывать молодежи правду о подвиге нашего народа, учил ребят самому главному – любить Родину и гордиться своей великой страной.
В последние годы Пётр Андреевич спешил запечатлеть на бумаге свои мысли о суровых фронтовых буднях, послевоенном труде, освоении целины, о людях, с которыми сводила его жизнь. В свет вышли несколько книг Петра Андреевича с его рассказами и воспоминаниями.
Петр Андреевич Семенихин прожил долгую, достойную жизнь, наполненную большими событиями. Его биография неотделима от биографии всей нашей страны. Добрая и светлая память о нём навсегда останется в сердцах многих людей – всех, кто его знал, кто работал вместе с ним, кто учился на его примере патриотизму, верности своему долгу и беззаветной любви к Отчизне.